# Suzanne Kragbé
Kazai Suzanne Kragbé (22 dicembre 1981) è un'ex discobola ivoriana.

## Biografia
Kragbé disputa le prime competizioni di lancio del disco a livello regionale alla fine degli anni Novanta per poi debuttare internazionalmente nel 2000 ai Mondiali juniores in Cile. Promossa tra i seniores a partire dal 2001, ha riscontrato notevole successo soprattutto nelle competizioni africane, vincendo tra le altre medaglie un oro ai Giochi panafricani del Mozambico nel 2011, e nei Giochi della Francofonia, dove è risultata prima ai Giochi di Nizza del 2013.

A livello extra-continentale ha partecipato ai Mondiali di Berlino 2009 e nell'edizione seguente di Taegu 2011.

## Palmarès
| Anno | Manifestazione           | Sede              | Evento           | Risultato | Prestazione | Note             |
| ---- | ------------------------ | ----------------- | ---------------- | --------- | ----------- | ---------------- |
| 1997 | Campionati africani U20  | Ibadan            | Lancio del disco | 5ª        | 35,61 m     |                  |
| 1999 | Campionati africani U20  | Tunisi            | Lancio del peso  | 7ª        | 9,38 m      |                  |
| 1999 | Campionati africani U20  | Tunisi            | Lancio del disco | Bronzo    | 39,32 m     |                  |
| 2000 | Mondiali U20             | Santiago del Cile | Lancio del disco | 23ª (q)   | 39,29 m     |                  |
| 2001 | Giochi della Francofonia | Ottawa            | Lancio del disco | 8ª        | 45,70 m     |                  |
| 2002 | Campionati africani      | Radès             | Lancio del disco | 7ª        | 45,63 m     |                  |
| 2005 | Giochi della Francofonia | Niamey            | Lancio del disco | Bronzo    | 48,72 m     |                  |
| 2006 | Campionati africani      | Bambous           | Lancio del disco | Bronzo    | 49,05 m     |                  |
| 2007 | Giochi panafricani       | Algeri            | Lancio del disco | 4ª        | 51,43 m     |                  |
| 2008 | Campionati africani      | Addis Abeba       | Lancio del disco | Argento   | 49,52 m     |                  |
| 2009 | Mondiali                 | Berlino           | Lancio del disco | 35ª (q)   | 53,84 m     | Record nazionale |
| 2009 | Giochi della Francofonia | Beirut            | Lancio del disco | Argento   | 53,68 m     |                  |
| 2010 | Campionati africani      | Nairobi           | Lancio del disco | Argento   | 55,53 m     |                  |
| 2011 | Mondiali                 | Taegu             | Lancio del disco | 18ª (q)   | 57,55 m     |                  |
| 2011 | Giochi panafricani       | Maputo            | Lancio del disco | Oro       | 56,56 m     |                  |
| 2012 | Campionati africani      | Porto-Novo        | Lancio del disco | Bronzo    | 54,56 m     |                  |
| 2013 | Giochi della Francofonia | Nizza             | Lancio del disco | Oro       | 55,58 m     |                  |